# محمد حسن أبو المحاسن
محمد حسن أبو المحاسن هو شاعر وسياسي عراقي من شعراء كربلاء التي ولد بها (1293هـ-1876م). كان خلال ثورة العشرين في العراق نائبا عن كربلاء في مجلس الثورة، وبعد فشل الثورة سجن وعذب لاسابيع في الحلة ثم أسند إليه منصب وزير المعارف في وزارة جعفر العسكري ولم تطل مدتهُ؛ ولهُ ديوان مطبوع وتوفي اثر سكتة قلبية في (1344 هـ-1925م) وهو جد نوري المالكي نائب رئيس الجمهورية (رئيس الوزراء سابقا).إميل يعقوب (2009). معجم الشعراء منذ بدء عصر النهضة (ط. الأولى). بيروت: دار صادر. ج. المجلد الثالث ل - ي. ص. 981-82.

## شعره
اشتهر شعرة بالطابع الوطني والديني وقد سجل به أحداث الحقبة التاريخية من اعلان الدستور العثماني 1908 إلى ثورة العشرين و ما بعدها.